# Atropanthe
Atropanthe  es un género monotípico perteneciente a la subfamilia Solanoideae  endémico de China. Comprende 5 especies descritas y de estas, solo 1 aceptada.

## Taxonomía
La especie tipo del género fue descrita primero por William Botting Hemsley como Scopolia sinensis y publicada en Journal of the Linnean Society, Botany, vol. 26(174), p. 176, 1890 y el género Atropanthe fue ulteriormente creado sobre la base de dicha especie por Adolf Alois Pascher y publicado en Oesterreichische Botanische Zeitschrift, vol. 59, p. 329, 1909 La especie tipo es: Atropanthe sinensis (Hemsl.) Pascher, 1909

## A. maireisinónimo de una especie campanulácea
Una posible fuente de confusión con respecto al estado monotípico de este género de solanáceas es la existencia del binomio Atropanthe mairei (H.Lév.) H.Lév., que Kew enumera como un sinónimo de Cyananthus flavus subsp. montanus (C.Y.Wu) D.Y.Hong & L.M.Ma. (el género Cyananthus pertenece, no a las solanáceas, sino a la familia de las campanillas Campanulaceae).
Atropanthe mairei (H. Lév.) H. Lév. fue identificada por Lauener en 1978 como Cyananthus albiflorus D.F. Chamberlain, que ahora se conoce correctamente como C. flavus subsp. montanus (C.Y.Wu) D.Y.Hong & L.M.Ma.